# Rick Berman
Rick Berman, all'anagrafe Richard Keith Berman (New York, 25 dicembre 1945), è un produttore televisivo statunitense.
È conosciuto principalmente per essere stato il produttore esecutivo di molte serie di Star Trek, come Star Trek: The Next Generation, Star Trek: Deep Space Nine, e Star Trek: Voyager e per essere stato a capo del franchise dal 1991, anno della morte di Gene Roddenberry, creatore di Star Trek, fino al 2005.

## Biografia
Nato e cresciuto a New York, Berman frequentò il college all'Università del Wisconsin, laureandosi in inglese e produzione cinematografica nel 1967. Rifiutata un'offerta di studiare presso la Yale School of Drama iniziò una carriera come produttore cinematografico indipendente, regista e sceneggiatore, realizzando documentari e film industriali. Tra i suoi clienti c'erano le Nazioni Unite e la United States Information Agency. Nel 1977, aveva viaggiato in oltre 90 paesi che producono film per queste organizzazioni..
Dal 1977 al 1982 è stato il produttore di The Marble Big Blue, che vinse un Emmy Award nella categoria "Outstanding Children's Series". Tra il 1982 e il 1984 lavorò come produttore indipendente su progetti come What on Earth della HBO e The Primal Mind, in onda sulla PBS. Nel 1984 entrò nella Paramount come direttore della programmazione e supervisore di diverse serie, tra le quali Cin cin, Casa Keaton e MacGyver.

### Star Trek
Nel 1987 Roddenberry scelse Berman e Maurice Hurley per contribuire alla creazione di Star Trek: The Next Generation (TNG), venendo poco più tardi promosso a co-produttore esecutivo della serie. Quando la salute di Roddenberry si fece precaria e dopo la partenza di Hurley, Berman fu promosso a produttore esecutivo, a partire dalla terza stagione della serie. Durante il suo ultimo anno di programmazione, nel 1994, The Next Generation divenne la prima serie televisiva dedicata a Star Trek ad essere nominata tra le migliori serie drammatiche agli Emmy Award.
Durante la penultima stagione di The Next Generation, Berman creò Star Trek: Deep Space Nine assieme a Michael Piller, e dopo la fine di TNG, creò Star Trek: Voyager, con Piller e Jeri Taylor. Nel 2001, con Brannon Braga creò Star Trek: Enterprise. Durante questo stesso periodo, Berman è stato anche il produttore di quattro lungometraggi: Generazioni (1994), Primo contatto (1996), L'insurrezione (1998), e Nemesis (2002).
Per il film Nemesis Berman e Braga ricevettero numerose critiche: Oliver Glen, della IGN, sostenne che Berman e Braga erano i maggiori responsabili del fatto che Star Trek avesse perso irrimediabilmente fascino, mentre lo sceneggiatore David Weddle affermò che alcune "costrizioni" imposte da Berman avevano lentamente affossato il franchise. Berman ricevette critiche anche per la musica dal compositore Ron Jones che affermava che per Berman "la musica era sempre un'intrusione". Ci furono tuttavia diversi personaggi che presero le difese di Berman, come Brent Spiner, l'attore che interpretava Data in TNG, che affermò che Berman altro non faceva che proteggere la concezione di Star Trek di Gene Roddenberry. Robert Wilonsky, di Salon.com affermò che Berman aveva il merito di aver prodotto centinaia di ore di programmazione popolare, e che senza di lui nessuno avrebbe potuto impedire la "morte" dello show.
Nel 2005, Berman venne coinvolto nello sviluppo di un undicesimo film su Star Trek basato su un copione scritto da Erik Jendresen; tuttavia, quando Gail Berman (nessuna parentela con Rick) divenne presidente della Paramount Pictures, la sceneggiatura di Jendresen fu accantonata. Nei mesi successivi, Berman lasciò intendere che il suo coinvolgimento con Star Trek stava volgendo al termine, dichiarando che quando si vuole ridare energia ad un franchise dopo tante ore di programmazione in tv e al cinema, c'è bisogno di qualcuno che non sia stato coinvolto in passato con Star Trek, di nuovi produttori. A metà del 2006, Berman dichiarò che non sarebbe più stato coinvolto nelle produzioni di Star Trek. Dopo la sua partenza, Berman dichiarò di avere ancora progetti televisivi alla Paramount e di aver iniziato a scrivere un libro di memorie sulle sue esperienze nelle produzioni Star Trek.